# Adisorn Thimkiang
Adisorn Thimkiang (thailändisch อดิศร ทิมเกลี้ยง, * 13. April 2008) ist ein thailändischer Fußballspieler.

## Karriere
Adisorn Thimkiang erlernte das Fußballspielen in der Jugendmannschaft vom Samut Prakan City FC. Die erste Mannschaft des Vereins aus Samut Prakan spielte in der zweiten thailändischen Liga. Am 23. April 2023 kam der Jugendspieler im Alter von 15 Jahren zu seinem ersten Einsatz in der zweiten Liga. Er wurde am 33. Spieltag im Heimspiel bei der 1:3-Niederlage gegen den Chiangmai FC in der 88. Minute für Sampan Kesi eingewechselt.